# Vlastimil Zavřel
Vlastimil Zavřel (* 4. August 1954 in Prag) ist ein tschechischer Schauspieler und Synchronsprecher.

## Leben und Wirken
Vlastimil Zavřel ist seit 1971 als Schauspieler tätig und hat in mehr als 140 Film-und-Fernsehproduktionen mitgewirkt. In Nebenrollen war er unter anderem in Filmen wie Das Mädchen auf dem Besenstiel und Der Zauberrabe Rumburak oder in Fernsehserien wie Das Krankenhaus am Rande der Stadt oder Die Rückkehr der Märchenbraut zu sehen.
Zavřel ist zudem als Synchronsprecher tätig. Er lieh vielen Computerspielen und Videospielen seine Stimme. Seit 2005 (ab der 13. Staffel) ist er der tschechische Sprecher von Homer Simpson in der Zeichentrickserie Die Simpsons. Er sprach die Figur auch in Die Simpsons – Der Film.
Sein Bruder Jiri Zavřel (1949–2010) war ebenfalls als Schauspieler tätig.
Vlastimil Zavřel ist seit 2012 verheiratet und lebt in Prag.

## Filmografie (Auswahl)
- 1971: Dívka na koštěti
- 1972: Das Mädchen auf dem Besenstiel
- 1975: Dva muži hlásí příchod
- 1978: Das Krankenhaus am Rande der Stadt (Serie)
- 1979: Čas pracuje pro vraha
- 1984: Fešák Hubert
- 1985: Der Zauberrabe Rumburak
- 1989: Vrať se do hrobu!
- 1991: Tankový prapor
- 1993: Česká soda
- 1993: Die Rückkehr der Märchenbraut
- 1997: Báječná léta pod psa
- 1998: Milenec lady Chatterleyové
- 1999: Z pekla štěstí
- 2001: Z pekla štěstí 2
- 2003: Mazaný Filip
- 2004: Poklad na Sovím Hrádku
- 2011: Tajemství staré bambitky
- 2018: Specialisté